# منتخب جنوب إفريقيا للكريكت
منتخب جنوب إفريقيا الوطني للكريكت هو المنتخب الذي يمثل جنوب إفريقيا في المنافسات الدولية لرياضة الكريكت، والذي يقوم إتحاد جنوب إفريقيا للكريكت بإدارة شؤونه ،يعتبر من أقوى المنتخبات في هذه الرياضة. يحتل حالياً المركز الأول في التصنيف العالمي لمنتخبات الكريكت.